# George Boolos
George Stephen Boolos, född 4 september 1940 i New York, död 27 maj 1996, var en logiker och filosof som föreläste vid Massachusetts Teknologiinstitut.

## Biografi
Boolos utexaminerades från Princetons Universitet 1961 med en filosofie kandidatexamen i matematik. År 1966, efter att ha belönats med en examen i filosofi från universitetet i Oxford fick han sin första doktorandexamen i filosofi, den enda som getts ut av institutet, under ledning av Hilary Putnam. Efter att ha föreläst under 3 år vid universitetet i Colombia återvände han till MIT 1969 där han arbetade resten av sin karriär.
Han var en karismatisk talare, känd för sin klarhet och humor. Under en föreläsning om Gödels andra ofullständighetsteorem använde han uteslutande ord med en enda stavning. Vid slutet av den ska Hilary Putnam ha frågat; "Berätta, Mr. Boolos, vad har den analytiska hierarkin med den verkliga världen att göra?" Boolos ska då kvickt ha svarat; "Den är en del av den".
Boolos var också expert på alla sorters pussel och nådde 1993 Londons regionfinal i tidskriftens Times korsordstävling. Hans poäng var en av de högsta som någonsin nåtts av en amerikan. Han skrev ett arbete om "the hardest logic puzzle ever" som var ett av många pussel skapade av Raymond Smullyan.

## Arbeten
Boolos var Richard Jeffreys medförfattare för de tre första utgåvorna av den klassiska universitetstexten om matematisk logik, Computability and Logic.
Kurt Gödel skrev det första arbetet om sannolikhetslogik, som applicerar modallogik med teorin om matematiska bevis, men han utvecklade inte sina tankar nämnvärt. Istället var det Boolos som blev en av ämnets största pionjärer i och med publicerandet av den bok-långa avhandlingen vid namn The Unprovability of Consistency (1979). Lösningen på ett stort problem några år senare resulterade i en ny avhandling vid namn The Logic of Provability (1993).
Strax före sin död valde Boolos ut trettio av sina texter för publicering. Resultatet av detta urval är kanske hans mest uppskattade verk Logic, Logic, and Logic.